# Botbänk
Botbänk är en bänk som används av metodister, särskilt i USA, vilken placeras framför talarstolen och till vilken de till syndabekännelse uppväckta samlas för att bekänna sina synder, vilket sedan följs av lovprisningar från de omgivande för att betona det inom metodismen betonade genombrottet från synd till nåd. Botbänkar har även använts bland annat inom frälsningsarmén och pingstkyrkan.